# محمود العابدي
محمود العابدي (1906-1978) هو مربٍ ومؤرّخ فلسطيني، ولد في قرية عصيرة الشمالية في محافظة نابلس، حصل على بعثة دراسية لدراسة الآثار في جامعة بيروجا الإيطالية ودرس الآثار الرومانية في معهد الآثار بروما، وإلتحق بمعهد الآثار في جامعة لندن.
توفى عام 1978 في عمان.

## حياته
إلتحق بمعهد المعلمين في القدس عام 1927، وعمل مباشرة في التعليم في مدارس نابلس وبيت لحم وصفد حيث استقر في صفد خمسة عشرة عاماً، ثم اضطر العابدي للنزوح إلى الأردن بسبب النكبة عام 1948 وشغل عدة مناصب وهي:
- عضو هيئة تدريسية لمدرسة الكلية العلمية الإسلامية عندما كان الأمير الحسين بن طلال طالباً في الصف السابع فيها.
- مديراً في مدرسة رغدان الثانوية.
- مفقتشاً في وزارة التربية والتعليم عام 1966.
- رئيساً لرابطة الكتاب الأردنيين.
- مدير دائرة الثقافة والفنون واستمر فيها حتى تقاعد عام 1970.
- مستشاراً ثقافياً في أمانة عمان الكبرى.

## إنجازاته
أصدر أكثر من أربعين كتاباً وكتب في مواضيع مختلفة كالجغرافيا والتاريخ و الآثار منها:
| الرقم | عنوان الكتاب                               | سنة الإصدار | الرقم | عنوان الكتاب                                       | سنة الإصدار |
| ----- | ------------------------------------------ | ----------- | ----- | -------------------------------------------------- | ----------- |
| 1     | مبادئ التاريخ القديم                       | 1934        | 2     | تاريخ العرب                                        | 1937        |
| 3     | تاريخ فلسطين القديم                        | 1942        | 4     | معلومات حديثة                                      | 1938        |
| 5     | جغرافية العالم العربي                      | 1954        | 6     | من قصص العرب                                       | 1954        |
| 7     | آثار البتراء                               | 1956        | 8     | آثار جرش                                           | 1957        |
| 9     | القصور الأموية في البادية                  | 1958        | 10    | إيران من كفاح إلى نجاح                             | 1959        |
| 11    | المغرب ملك وشعب                            | 1974        | 12    | من تاريخنا                                         | 1974        |
| 13    | الحفريات الأثرية في الأردن                 | 1960        | 14    | العالم العربي                                      | 1954        |
| 15    | رحلة كنفليك إلى المشرق 1834 - 1835 (ترجمة) | 1971        | 16    | مخطوطات البحر الميت                                | 1968        |
| 17    | كهف الرجيب                                 | 1967        | 18    | بن جوريون وبناة إسرائيل                            | 1969        |
| 19    | مأساة بيت المقدس                           | 1969        | 20    | الآثار الإسلامية في فلسطين والأردن                 | 1973        |
| 21    | للباطل جولة (مسرحية)                       | 1968        | 22    | أنيس الجليس                                        | 1972        |
| 23    | خير جليس                                   | 1975        | 24    | عمان في ماضيها وحاضرها                             | 1971        |
| 25    | أجانب في ديارنا                            | 1974        | 26    | الآثار في الأراضي المقدسة / كاتلين كينون - (ترجمة) | 1972        |